# 사천여자고등학교
사천여자고등학교(泗川女子高等學校)는 대한민국 경상남도 사천시 사천읍 평화리에 있는 사립 고등학교이다.

## 학교 연혁
- 1966년 11월 17일 : 사천여자고등학교 설립 인가
- 1966년 12월 30일 : 사천여자상업고등학교로 교명 변경
- 1967년 3월 4일 : 개교 (제1학년 60명 입학)
- 1986년 9월 22일 : 사천여자종합고등학교로 교명 변경
- 1996년 3월 1일 : 사천여자정보산업고등학교로 교명 변경
- 2000년 3월 1일 : 사천여자정보고등학교로 교명 변경
- 2005년 3월 1일 : 사천여자고등학교로 교명 변경
- 2013년 3월 1일 : 학칙 변경 (금융정보과 3, 유통정보과 3, 회계정보과 6)
- 2019년 9월 1일 : 제19대 정정교 교장 취임
- 2023년 2월 3일 : 제54회 졸업식 거행 (졸업생 총수 10,648명)
- 2023년 3월 1일 : 학칙 변경(금융정보과 1, 유통정보과 1, 회계정보과 3, 콘텐츠크리에이터과 4, 스마트디자인과 1)

## 설치 학과
- 회계 정보과
- 스마트 디자인과
- 콘텐츠 크리에이터과

## 참고 자료
- 사천여자고등학교 - 한국교육학술정보원 학교알리미